# Oakwood (stacja metra)
Oakwood – naziemna stacja metra londyńskiego, na trasie Piccadilly line, położona na terenie London Borough of Enfield. Została otwarta 13 marca 1933, głównym projektantem był Charles Holden. Stacja należy do piątej strefy biletowej. Według danych za rok 2008, korzysta z niej ok. 2,915 mln pasażerów rocznie. Na odcinku linii pomiędzy Oakwood a Cockfosters zlokalizowany jest zjazd prowadzący do stacji techniczno-postojowej Cockfosters.  

## Galeria

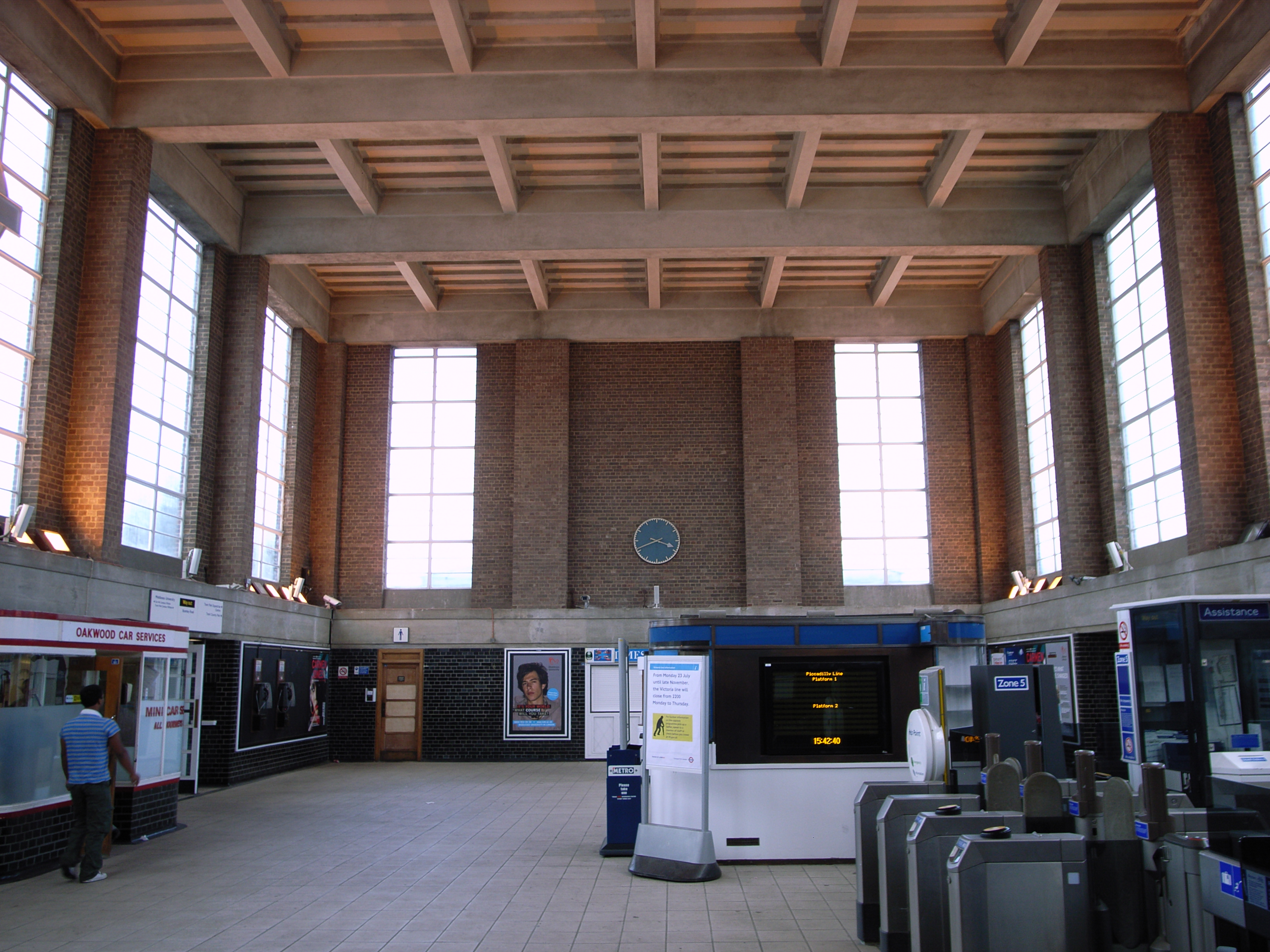
Wnętrze stacji
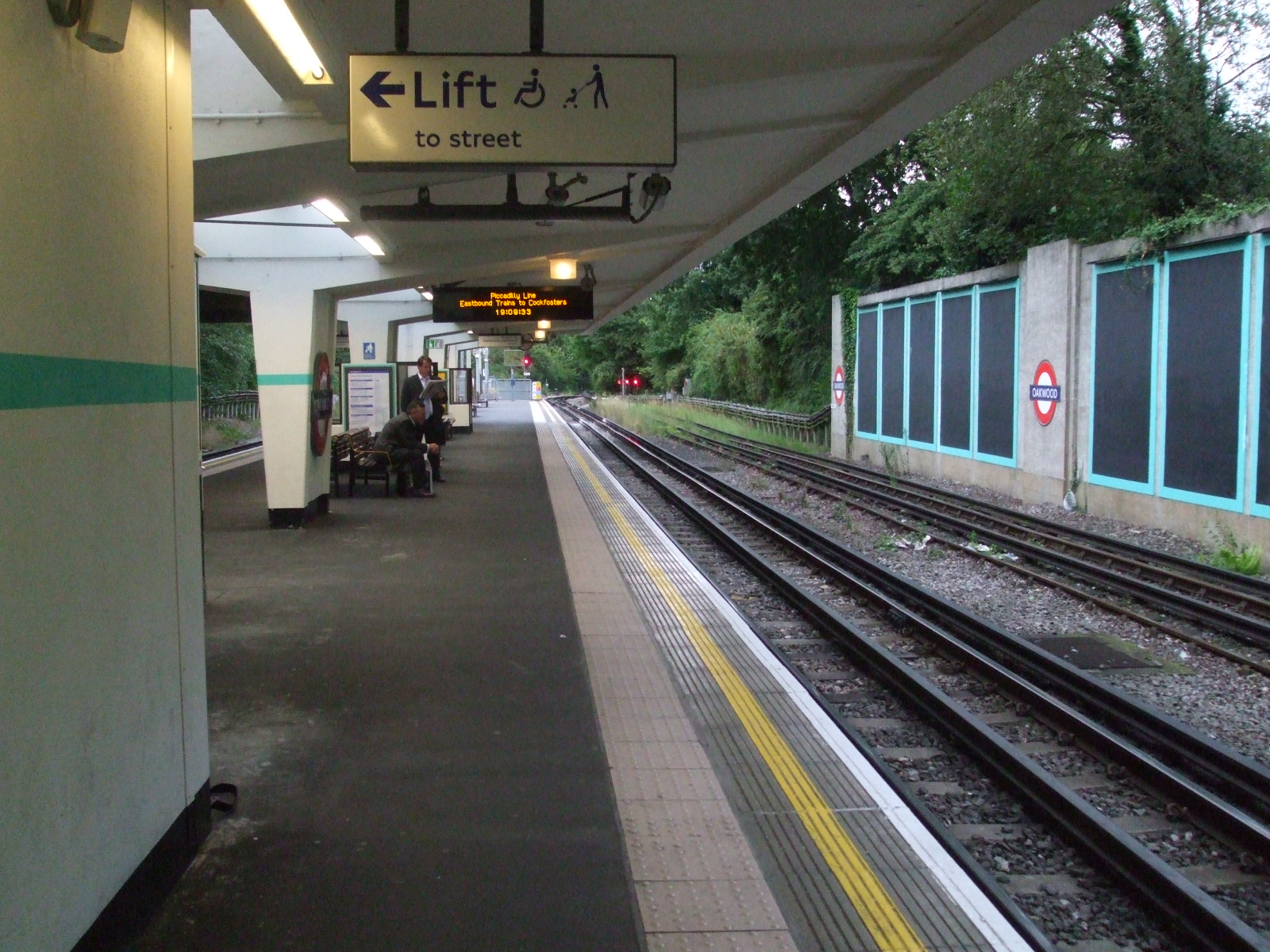
Jeden z peronów
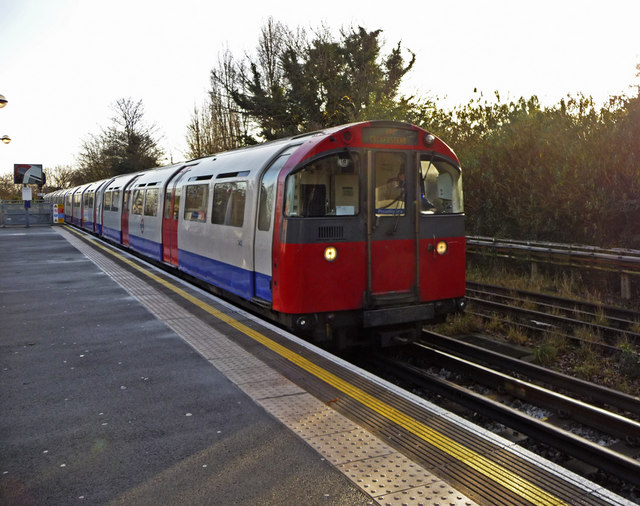
Pociąg London Underground 1973 Stock wjeżdżający na stację